# Certified Internet Web Professional
Certified Internet Web Professional (CIW) とは、米国Certification Partner社によって運営されているインターネット技術者の技術者認定資格の名称。資格だけでなく、公式カリキュラムも提供している。

## 概要
CIWはインターネット技術者の能力を、特定のベンダー技術ではなく、WindowsとLinux、Internet ExplorerとNetscapeなど業界標準となっている技術や知識を対象に教育、認定している。
現在、世界70カ国以上で実施され、20万人以上がCIW資格を取得している。
CIWの特徴としては以下の4つを挙げている。
1. インターナショナル (International) - 国際資格であり、言語によって資格認定に差が出ることはない。
2. スペシャリスト (Specialist) - 資格は専門分野（職種）ごとによって認定されるため、専門分野に関するスキルを理解していることの証となる。
3. アチーブメント (Achievement) - スキルの到達レベルによって認定されるため、到達レベルを示すのみならず学習と達成を継続してきたことの証となる。
4. オープンネス (Openness) - CIWは、米国の「ITスキル標準」に準拠して開発され、公的機関などの採用や推奨も受けている。このため、世界各国のITスキル標準や他資格とレベル比較が可能である。

日本におけるITスキル標準とも比較可能である。

## 資格の種類
CIWは職種別に資格がわかれており、体系的に学習しスキルアップを図ることができる。

### 基礎分野 - Web Foundations Associateシリーズ
1. CIW Web Foundations Associate

### デザイン分野 - Web Designシリーズ
1. CIW Web Design Professional
2. CIW Web Design Specialist
3. CIW E-Commerce Specialist

### 開発分野 - Web Development シリーズ
1. CIW Web Development Professional
2. CIW JavaScript Specialist
3. CIW Perl Specialist
4. CIW Database Design Specialist

### セキュリティ分野 - Web Security シリーズ
1. CIW Web Security Professional
2. CIW Web Security Specialist
3. CIW Web Security Associate

## 受験方法
試験は、コンピュータベース (CBT) で提供されており、随時指定のテストセンターで受験することができる。現在、CIWの試験を受験できるのは「プロメトリック」「VUE（バーチャルユニバーシティー・エンタプライズ）」のテストセンターとなっている。